# La terra e il vento
La terra e il vento è un film commedia del 2013 scritto e diretto da Sebastian Maulucci, al suo esordio nel lungometraggio.
Nel cast, Lorenzo Richelmy  al suo primo ruolo da protagonista sul grande schermo dopo I liceali e prima della serie Netflix Marco Polo; con lui anche Chiara Martegiani, protagonista nel 2018 di Ride diretto da Valerio Mastandrea; Margherita Vicario e Christiane Filangieri.

## Distribuzione
Presentato in anteprima alla Casa del Cinema di Roma, durante la rassegna Percorsi di Cinema - Anac nel novembre 2013, è stato proiettato in concorso al Rome independent film festival 2014, nella sezione Italian Feauture Competition. Viene poi presentato in luglio in concorso a Maremetraggio 2014, nella sezione Nuove impronte.
Esce nelle sale cinematografiche nel Febbraio 2017.
Da giugno 2020 il film è disponibile su Prime Video e da settembre 2020 in DVD distribuito da 30Holding

## Premi e riconoscimenti
Nell'Ottobre 2014 vince il Gran Premio della Critica assegnato dal Sindacato Nazionale Critici Cinematografici Italiani (Sncci) al Terra di Siena Film Festival.